# Кларк, Гилби
Ги́лберт Кларк (англ. Gilbert Clarke; 17 августа 1962, Кливленд), более известный как Гилби Кларк (Gilby Clarke) — американский гитарист и продюсер, наиболее известный по трехлетнему пребыванию в составе рок-группы Guns N' Roses в качестве ритм-гитариста, заменив Иззи Стрэдлина в 1991 году во время тура Use Your Illusion. После ухода из группы Кларк продолжил заниматься сольной карьерой и сотрудничал с такими исполнителями, как: Slash's Snakepit, Heart, Нэнси Синатра, Кэти Валентайн (из Go-Go’s) и MC5, а также с участниками Metallica и Mötley Crüe — в рамках супергруппы Rock Star Supernova.
Продюсерская деятельность Кларка включает в себя работу над альбомами L.A. Guns, Bullets and Octane, The Bronx и Vains of Jenna.

## Биография

### Ранняя карьера: 1985—1991
Гилби Кларк начал свою музыкальную карьеру в первой половине 1980-х годов, заменив гитариста группы Candy Джеффа «Рекса» Зигеля (англ. Geoff "Rexx" Siegel). Впоследствии он покинул коллектив, чтобы сформировать металл-группу Kill For Thrills, которая записала мини-альбом «Commercial Suicide», а также полноформатный диск Dynamite from Nightmareland.

### Guns N' Roses: 1991—1994
Во время турне в поддержку альбомов Use Your Illusion ритм-гитарист Guns N' Roses Иззи Стрэдлин принял решение покинуть группу. Мотивом для этого поступка послужило сочетание эгоистичного поведения Эксла Роуза (он последовательно задерживал начало нескольких шоу на один час), его неумелое руководство группой, а также проблем, которые возникали из-за их непрекращающейся алкогольной и наркотической зависимости Слэша, Сорума и МакКагана, в то время как Стрэдлин старался оставаться «чистым». Кларк был приглашён в качестве нового ритм-гитариста. Эксл Роуз часто представлял нового музыканта во время исполнения «Wild Horses», кавер-версии песни The Rolling Stones: вначале Кларк играл мелодию со Слэшем, затем выходили Роуз и Маккаган и пели последние строчки песни.
Кларк гастролировал с группой в период с ноября 1991 по 1993 год. 23 ноября 1993 года Guns N' Roses выпустили коллекцию панк и глэм-рок кавер-версий, под названием The Spaghetti Incident?, многие композиции которого были записаны со Стрэдлином во время сессий к пластинкам Use Your Illusion I и Use Your Illusion II, но впоследствии перезаписаны Кларком.
Помимо этого, Кларк фигурировал на концертных альбомах Guns N' Roses и двух сборниках: «Live Era: '87-'93» и «Greatest Hits» соответственно.

### Сольная карьера: 1994—2007
В 1994 году Кларк выпустил дебютный сольный альбом Pawnshop Guitars, в записи которого участвовало несколько его друзей, в том числе все участники Guns N' Roses того времени. Альбом получил «золотой» статус в Аргентине.
Впоследствии гитарист записал ещё три сольных диска: The Hangover (1997), Rubber (1998) и Swag (2002), а также концертный альбом Live 99.
Кларк сформировал группу Col. Parker с экс-участником коллектива Stray Cats Слимом Джимом Фантомом (англ. Slim Jim Phantom) и бывшим гастрольным клавишником Guns N' Roses Тедди «Зиг Заг» Андреадисом (англ. Teddy "Zig Zag" Andreadis). В 2001 году они выпустили альбом Rock N Roll Music.
Кроме того, Кларк появился в качестве гостя на альбоме L.A. Guns Shrinking Violet, также спродюсировав эту запись. Кларк также продюсировал одноимённый альбом группы The Bronx, изданный в 2003 году, и дебютный альбом группы Girlsplayboys — From Ritual to Romance в 2006 году.
В 2002 году Кларк работал с Нэнси Синатрой над её альбомом California Girl, годом позже он участвовал в турне группы Heart по Соединенным Штатам.
В 2006 году Кларк провёл сольный тур по Америке и Европе, после чего присоединился к экс-басисту Metallica Джейсону Ньюстеду, барабанщику Mötley Crüe Томми Ли и вокалисту Лукасу Росси, сформировав с ними супергруппу Rock Star Supernova.
В 2007 Кларк выпустил сборник, содержащий лучшие песни из всех его сольных альбомов, а также две песни из проекта «Col. Parker» и перезаписанную песню «Black» с певицей Диланой, занявшей второе место в проекте Rock Star: Supernova.

### Slash’s Snakepit: 1995
После окончания турне Use Your Illusion Tour в 1993 году гитарист Guns N' Roses Слэш приступил к записи демо-материала, который он сочинил в период гастролей в своей домашней студии с Мэттом Сорумом. Кларк и басист группы Alice In Chains Майк Айнез были приглашены в студию, чтобы поджемовать с ними. В итоге все вместе они записали 12 демо-треков. Эрик Довер (англ. Eric Dover), концертный гитарист Jellyfish, успешно прошёл прослушивание и стал вокалистом группы. Слэш и Довер написали тексты для всех композиций за исключением «Monkey Chow», которая была сочинена Кларком и «Jizz da Pit», который является инструментальной композицией, сочинённой Слэшем и Айнезом. Альбом был выпущен лейблом Geffen Records в феврале 1995 года, достигнув 70-го места в чарте Billboard 200. Во время турне в поддержку альбома к группе присоединились Джеймс Ломенцо и Брайан Тичи, члены сольной группы Закка Уайлда, чтобы заменить Айнеза и Сорума, которые не могли участвовать в туре из-за других обязательств. Когда состав Guns N' Roses перегруппировался для записи нового альбома, Слэш расформировал Slash's Snakepit, и Кларк возобновил сольную карьеру, выпустив свой второй альбом Hangover в 1997 году.

### Rock Star Supernova: 2006 — нынешнее время
В 2006 году барабанщик группы Mötley Crüe Томми Ли сформировал группу «Supernova» с Кларком на гитаре и бывшим басистом Metallica Джейсоном Ньюстедом. Группа использовала ТВ-шоу Rockstar, чтобы найти нового вокалиста. Лукас Росси был выбран в качестве солиста (хотя некоторые фанаты считают, что фаворитом был Тоби Рэнд).
Из-за того, что название «Supernova» было уже занято другим коллективом из Калифорнии, 26 июня 2006 года группа получила иск в федеральный суд.
Во вторник, 12 сентября 2006 года, в Сан-Диего судья Джон Хьюстон вынес решение в пользу первоначальной группы «Supernova», удовлетворив их просьбу о предварительном судебном запрете на название. Запрет вынудил продюсеров шоу «Rock Star: Supernova», которое завершилось 13 сентября, отказаться от «исполнения рок-н-ролла, записи или продажи рок-н-рольных записей под этим названием в ожидании судебного процесса, или пока не будет принято соответствующее решение суда». Таким образом, группа сменила название на «Rock Star Supernova».
Кларк продюсировал кавер-версию песни Джонни Кэша «Ring of Fire», на альбоме певицы Диланы, занявшей второе место в шоу Rock Star: Supernova. Песня также была выпущена в качестве цифрового сингла в интернете.
В июле 2008 года Гилби Кларк выступил на фестивале G-TARanaki Guitar Festival в Новой Зеландии. В состав его сольной группы вошли Мадди Стардаст (англ. Muddy Stardust) и барабанщик Деннис Морхаус (англ. Dennis Morehouse). Затем он совершил гастрольный тур по Северной Америке в рамках Rock n' Roll Fantasy Camp.

## Инструменты
Гилби Кларк предпочитает использовать гитары фирмы Zemaitis Guitars, сделанные для него под заказ.

## Дискография

### Альбомы и мини-альбомы

#### С группой Candy
- Whatever Happened To Fun (1985)
- Teenage Neon Jungle (2003)

#### С группой Kill For Thrills
- Commercial Suicide (1988)
- Dynamite From Nightmareland (1989)

#### С группой Guns N' Roses
- The Spaghetti Incident? (1993)
- Live Era: '87-'93 (1999)
- Greatest Hits (2004)

#### Сольные
- Pawnshop Guitars (1994)
- Blooze E.P. (1995)
- The Hangover (1997)
- Rubber (1998)
- 99 Live (1999)
- Swag (2002)
- Gilby Clarke (2007)
- The Gospel Truth (2021)

#### С группой Slash’s Snakepit
- It’s Five O’Clock Somewhere (1995)

#### С группой Col. Parker
- Rock N Roll Music (2001)

#### С Нэнси Синатра
- California Girl (2002)

#### С группой Rock Star Supernova
- Rock Star Supernova (2006)